# Óvári Zsolt
Óvári Zsolt (Kazincbarcika, 1997. március 29. –) magyar utánpótlás válogatott labdarúgó, a Szeged játékosa.

## Pályafutása
Alcsútdobozon kezdte pályafutását, majd a Puskás Akadémiára került és itt nevelkedett. Az utánpótlás csapat tagjaként szerepelt a korosztályos Bajnokok Ligájában, az UEFA Ifjúsági Ligában. 
Nem sokkal 17. születésnapja előtt mutatkozott be a magyar élvonalban.  A másodosztályban húsz alkalommal játszott a 2016-17-es szezonban, majd a következő idény előtt a Diósgyőri VTK-hoz szerződött. A 2017-2018-as szezonban 25 bajnokin kapott lehetőséget, ezeken négy gólt szerzett. A 2018-2019-es szezonra a másodosztályú Balmazújváros csapatához került kölcsönbe.
2020 nyarán az NB II-be feljutott Pécsi MFC-hez igazolt. Harminckét bajnoki mérkőzésen lépett pályára a pécsi csapatban, majd 2021 nyarán a szintén másodosztályú ETO FC Győr játékosa lett. 2023. nyarán 2+1 éves szerződést írt alá a Szeged csapatával.

## Statisztika

### Klubcsapatokban
2018. május 15-én frissítve
| Klub            | Szezon  | Bajnokság       | Bajnokság | Kupa            | Kupa  | Ligakupa        | Ligakupa | Európa          | Európa | Összesen        | Összesen |
| Klub            | Szezon  | Pályára lépések | Gólok     | Pályára lépések | Gólok | Pályára lépések | Gólok    | Pályára lépések | Gólok  | Pályára lépések | Gólok    |
| --------------- | ------- | --------------- | --------- | --------------- | ----- | --------------- | -------- | --------------- | ------ | --------------- | -------- |
| Puskás Akadémia | 2013–14 | 2               | 0         | 0               | 0     | 0               | 0        | 0               | 0      | 2               | 0        |
| Puskás Akadémia | 2014–15 | 0               | 0         | 0               | 0     | 1               | 0        | 0               | 0      | 1               | 0        |
| Puskás Akadémia | 2015–16 | 0               | 0         | 0               | 0     | 0               | 0        | 0               | 0      | 0               | 0        |
| Puskás Akadémia | 2016–17 | 34              | 3         | 2               | 0     | 0               | 0        | 0               | 0      | 36              | 3        |
| Összesen        | 4       | 36              | 3         | 2               | 0     | 1               | 0        | 0               | 0      | 39              | 3        |
| Diósgyőr        | 2017–18 | 25              | 4         | 0               | 0     | 0               | 0        | 0               | 0      | 1               | 0        |